# Ophthalmology
Ophthalmology – naukowe czasopismo okulistyczne o zasięgu międzynarodowym; wydawane od 1978 w Stanach Zjednoczonych. Oficjalny organ Amerykańskiej Akademii Okulistyki (ang. American Academy of Ophthalmology).
Periodyk publikuje prace oryginalne oraz recenzowane raporty z naukowych badań okulistycznych. Publikacje dotyczą zarówno kwestii podstawowych jak i badań klinicznych dotyczących działania ludzkiego oka, procesu widzenia i schorzeń z tym związanych; nowych metod diagnostycznych w okulistyce, technik mikrochirurgicznych, nowych narzędzi i leków, sposobów leczenia schorzeń oka i widzenia. Publikowane są także duże prace przeglądowe na wybrane tematy pisane przez uznanych specjalistów danego zagadnienia.
Redaktorem naczelnym (ang. editor-in-chief) „Ophthalmology" jest Stephen McLeod z Uniwersytetu Kalifornijskiego w San Francisco. W skład rady redakcyjnej (ang. editorial board) czasopisma wchodzą głównie profesorowie okulistyki z różnych ośrodków akademickich w USA oraz – w znacznie mniejszej liczbie – także z Europy i Chin.
Pismo ma współczynnik wpływu impact factor (IF) wynoszący 8,20 (2016). W międzynarodowym rankingu SCImago Journal Rank (SJR) mierzącym znaczenie poszczególnych czasopism naukowych „Ophthalmology" zostało sklasyfikowane na 2. miejscu wśród czasopism okulistycznych (na podstawie średniej liczby ważonych cytowań w latach 2013–2015). W polskich wykazach czasopism punktowanych przez Ministerstwo Nauki i Szkolnictwa Wyższego czasopismo otrzymywało maksymalną liczbę punktów – kolejno: 50 pkt (za lata 2013–2016) oraz 200 pkt (2019).